# Selenicereus monacanthus
Selenicereus monacanthus ist eine Pflanzenart in der Gattung Selenicereus aus der Familie der Kakteengewächse (Cactaceae). Das Epitheton der Art leitet sich von den griechischen Worten „μόνος“ (monos) für eins und „ἄκανθα“ (akantha) für Dorn ab. Die Art ist eine von mehreren, deren Früchte als Drachenfrucht bezeichnet und als Obst genutzt werden.

## Beschreibung
Selenicereus monacanthus wächst strauchförmig kletternd oder ausgestreckt mit dreikantigen grünen oder manchmal bewachsten Trieben. Die etwas gewellten Rippen tragen Areolen, die am oberen Ende manchmal einen kleinen, dreieckigen Fortsatz aufweisen. Die aus den Areolen entspringenden 1 bis 2 Dornen sind steif und an der Basis angeschwollen.
Die weißen und an der Basis rosafarbenen Blüten weisen Durchmesser von bis zu 17 Zentimetern und Längen von bis zu 28 Zentimetern auf. Das Perikarpell ist mit wenigen, nicht überlappenden Schuppen bedeckt. Die Blütenröhre ist aufwärts gebogen.

## Verbreitung, Systematik und Gefährdung
Selenicereus monacanthus ist in Nicaragua, Costa Rica, Panama, Kolumbien, Venezuela, Trinidad und Tobago, Guyana, Suriname, Ecuador und im Norden Perus in Höhenlagen bis zu 2000 Metern verbreitet.
Die Erstbeschreibung als Cereus monacanthus durch Charles Lemaire wurde 1845 veröffentlicht. David Richard Hunt stellte die Art 2017 in die Gattung Selenicereus. Ein weiteres nomenklatorisches Synonym ist Hylocereus monacanthus (Lem.) Britton & Rose (1920).
In der Roten Liste gefährdeter Arten der IUCN wird die Art als „Least Concern (LC)“, d. h. als nicht gefährdet geführt.

## Nachweise